# Lista Marco Pannella
Die Lista Marco Pannella (kompletter Name: Associazione Politica Nazionale Lista Marco Pannella, deutsch Nationale politische Vereinigung Liste Marco Pannella) ist eine 1992 gegründete italienische politische Vereinigung. Bis 2013 war sie auch eine Wahlliste, die radikale Politiker wie Marco Pannella und Emma Bonino umfasste.

## Wahlergebnisse

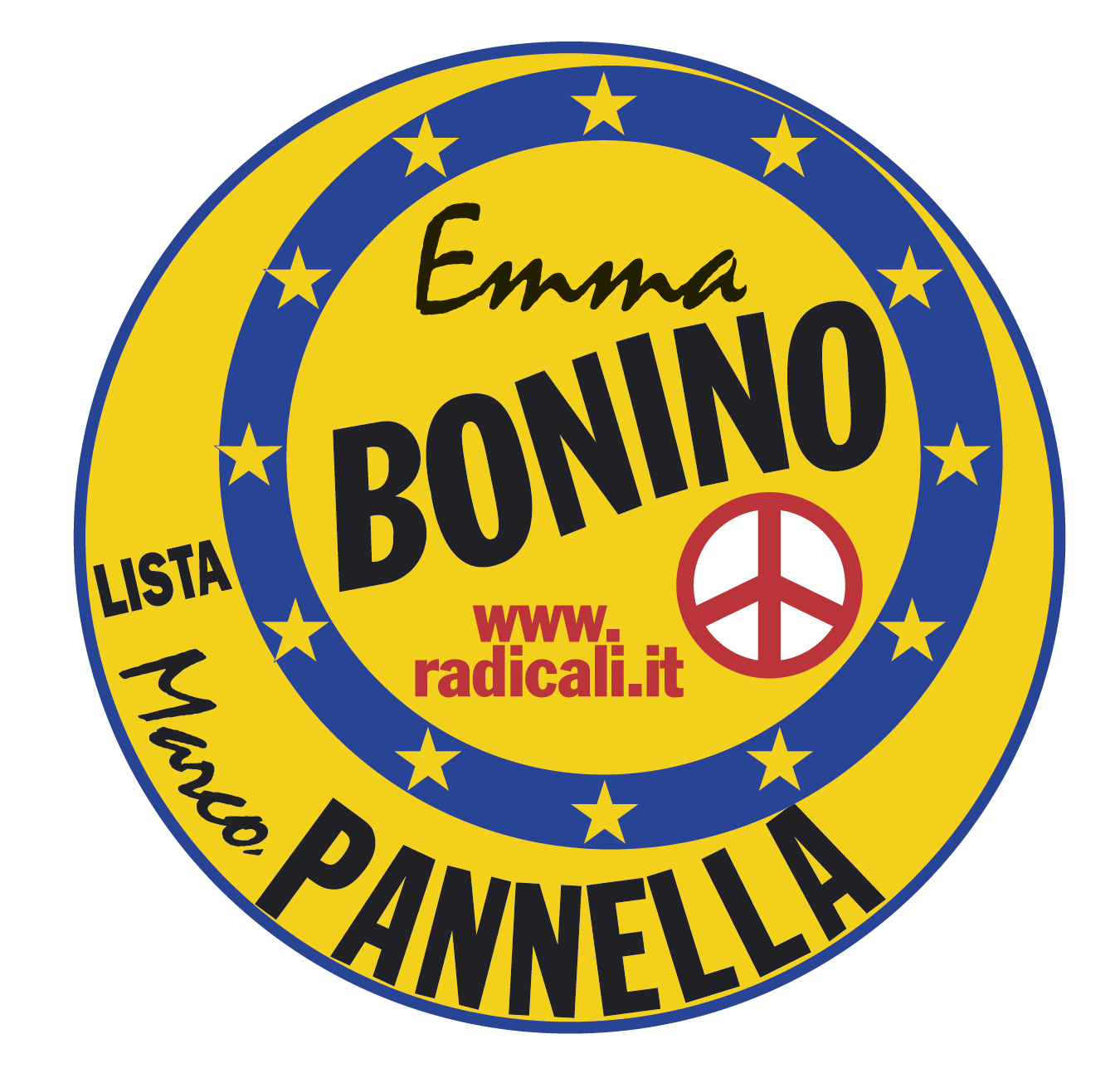
Logo (2009–2012)

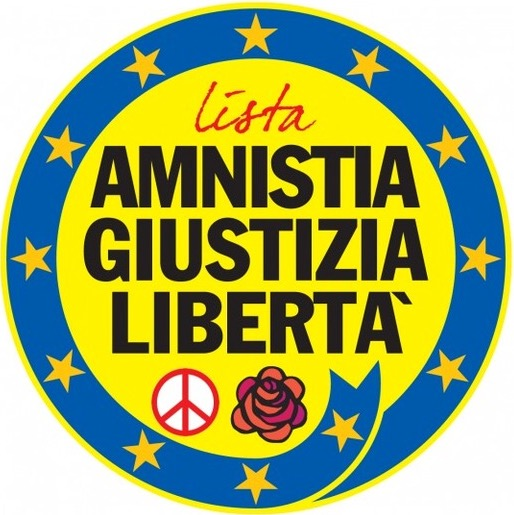
Logo (2013)

| Wahl                             | Wahl                 | Wahl                            | Stimmen               | %                     | Mandate              |
| Lista Marco Pannella             | Lista Marco Pannella | Lista Marco Pannella            | Lista Marco Pannella  | Lista Marco Pannella  | Lista Marco Pannella |
| -------------------------------- | -------------------- | ------------------------------- | --------------------- | --------------------- | -------------------- |
| Parlamentswahl 1992              | Camera               | Camera                          | 485.694               | 1,2                   | 7 / 630              |
| Parlamentswahl 1992              | Senato               | Senato                          | 166.708               | 0,5                   | 0 / 315              |
| Parlamentswahl 1994              | Camera               | Proporzwahl                     | 1.359.283             | 3,5                   | 0 / 155              |
| Parlamentswahl 1994              | Camera               | Majorzwahl (in Parteikoalition) | In Polo delle Libertà | In Polo delle Libertà | 6 / 475              |
| Parlamentswahl 1994              | Camera               | Majorzwahl (mit Liste)          | 432.666               | 1,1                   | 0 / 475              |
| Parlamentswahl 1994              | Senato               | Senato                          | 767.765               | 2,3                   | 1 / 315              |
| Europawahl 1994                  | Europawahl 1994      | Europawahl 1994                 | 702.717               | 2,1                   | 2 / 87               |
| Lista Pannella-Sgarbi            |                      |                                 |                       |                       |                      |
| Parlamentswahl 1996              | Camera               | Proporzwahl                     | 702.988               | 1,9                   | 0 / 155              |
| Parlamentswahl 1996              | Camera               | Majorzwahl                      | 69.406                | 0,2                   | 0 / 475              |
| Parlamentswahl 1996              | Senato               | Senato                          | 509.826               | 1,6                   | 1 / 315              |
| Lista Emma Bonino                |                      |                                 |                       |                       |                      |
| Europawahl 1999                  | Europawahl 1999      | Europawahl 1999                 | 2.625.881             | 8,5                   | 7 / 87               |
| Parlamentswahl 2001              | Camera               | Proporzwahl                     | 832.213               | 2,2                   | 0 / 155              |
| Parlamentswahl 2001              | Camera               | Majorzwahl                      | 457.117               | 1,2                   | 0 / 475              |
| Parlamentswahl 2001              | Senato               | Senato                          | 677.725               | 2,0                   | 0 / 315              |
| Europawahl 2004                  | Europawahl 2004      | Europawahl 2004                 | 731.536               | 2,2                   | 2 / 78               |
| Lista Bonino-Pannella            |                      |                                 |                       |                       |                      |
| Europawahl 2009                  | Europawahl 2009      | Europawahl 2009                 | 743.284               | 2,4                   | 0 / 72               |
| Lista Amnistia Giustizia Libertà |                      |                                 |                       |                       |                      |
| Parlamentswahl 2013              | Camera               | Camera                          | 65.022                | 0,2                   | 0 / 630              |
| Parlamentswahl 2013              | Senato               | Senato                          | 63.074                | 0,2                   | 0 / 315              |